# Terry Wogan
Michael Terence Wogan (Limerick, Irlanda, 3 de agosto de 1938 - Taplow, 31 de janeiro de 2016) foi um apresentador de rádio e televisão, que trabalhava principalmente para a BBC, onde trabalhou para a BBC Radio 2, com o seu programa matinal "Wake Up to Wogan". Ele tinha nascido na Irlanda e em 2005, também adotou a cidadania britânica.